# Gavi
Gavi là một đô thị ở tỉnh Alessandria trong vùng Piedmont của Italia, có vị trí cách khoảng 100 km về phía đông nam của Torino và khoảng 30 km về phía đông nam của Alessandria.
Gavi giáp các đô thị: Arquata Scrivia, Bosio, Carrosio, Francavilla Bisio, Isola del Cantone, Novi Ligure, Parodi Ligure, San Cristoforo, Serravalle Scrivia, Tassarolo, và Voltaggio.